# Абделмалік Бенхабілус
Абделмалік Бенхабілус (фр. Abdelmalek Benhabylès; 27 квітня 1921, Бені-Азіз — 28 грудня 2018) — голова Конституційної ради Алжиру з 1989 по 12 квітня 1995 року. Після усунення з президентського посту Шадлі Бенджедіда 11 січня 1992, згідно з конституцією став главою держави. Три дні по тому, 14 січня, влада перейшла до в Мухаммеда Будіафа.